# Бокотей Михайло Андрійович
Михайло Андрійович Бокотей (нар. 18 грудня 1976, Львів) — український художник-скляр, графік, живописець, мистецтвознавець, куратор культурно-мистецьких проєктів, педагог. Завідувач кафедри художнього скла Львівської національної академії мистецтв. Член-кореспондент Національної академії мистецтв України (2021), кандидат мистецтвознавства (2018), доцент. Син відомого художника-скляра Андрія, брат зоолога Андрія Бокотеїв.

## Життєпис
Михайло Бокотей народився 18 грудня 1976 року у Львові.
1999 року закінчив кафедру художнього скла Львівської академії мистецтв, 2004-го — факультет бізнесу і права Львівського національного університету імені Івана Франка. У 2000–2002 роках працював аташе в Міністерстві закордонних справ України, у 2002—2006 — аташе та третій секретар з питань культури та дипломатичного протоколу Посольстві України в Польщі. Від 2012 року у Львівській національній академії мистецтв: старший викладач, від 2018 — в. о. завідувача, від 2021 — завідувач кафедри художнього скла.
Протягом 2006—2010 років був членом правління ТОВ «УКР ЕКО Трейд» у Варшаві. У 2010—2012 — виконавчий директор виробничого підприємства «Галицьке скло» у Львові; 2013—2014 — директор муніципального Інституту дизайну в Кельці (Польща).
У 2013 році очолив Музей скла у Львові. У 2016 році заснував і почав працювати головним редактором мистецького часопису «7UA». Від 2018 року є виконавчим куратором Чженцзянського музею скла «Greenwave» (КНР). Протягом 2020—2021 років був у ролі експерта Українського культурного фонду.
У 2022 році очолив Західний регіональний науково-мистецький центр Національної академії мистецтв України.

## Доробок
Активний куратор та організатор багатьох мистецьких проєктів, серед яких Міжнародний симпозіум гутного скла у Львові (від 1995 донині). Був куратором міжнародних конференцій для художників-склярів у Китаї (2017, 2018) та міжнародної резиденції «European Glass Education» (2020). Співорганізатор та куратор Премії Андрія Бокотея для молодих художників-склярів, яка вручається від 2018 року.
Йому належить ідея та концепція «Галереї ЛНАМ», яка стала студентською галереєю Львівської національної академії мистецтв.
Роботи представлялися на колективних виставках в Україні, Китаї, Литві, Франції та Угорщині. Автор наукових публікацій та навчальних матеріалів, а також куратором понад 90 культурно-мистецьких проєктів, реалізованих в Україні, Польщі, Китаї, Литві та Чехії.
У своїй творчості він поєднує живопис, графіку та роботу з гутним склом.
Серед важливих робіт:
- серії — «Світязькі мотиви» (2016—2019), «Пейзажні абстракції» (2018), «Китайські інспірації» (2016—2019), «Пори року» (2016—2019).

## Нагороди
- Срібна медаль Національної академії мистецтв України (2019),
- Почесна грамота Міністерства культури України (2016),
- Подяка Міністра закордонних справ України (2002, 2004).